# Le prix du jury (Festival international du film de Marrakech)
Il premio della giuria "Prix du jury" è un premio assegnato nel corso del Festival international du film de Marrakech.

## Albo d'oro
- 2001: The Unsaid di Tom McLoughlin  Stati Uniti
- 2002: Bend It Like Beckham di Gurinder Chadha  Regno Unito
- 2003: The Station Agent di Thomas McCarthy  Stati Uniti
- 2004: Electric Shadows (Meng ying tong nian) di Xiao Jiang  Cina
Moolaadé di Ousmane Sembène  Senegal
- 2005: C.R.A.Z.Y. di Jean-Marc Vallée  Canada
Bab al-Makam di Mohamed Malas||  Tunisia
- 2006: The Paper Will Be Blue di Radu Muntean  Romania
- 2007: Autumn Ball di Veiko Õunpuu  Estonia
Tirador di Brillante Mendoza  Filippine
- 2008: The Shaft (Dixia de tiankong) di Chi Zhang  Cina
- 2009: Les Barons di Nabil Ben Yadir  Belgio
My Daughter di Charlotte Lim Lay Kuen  Malaysia
- 2010: Becloud di Alejandro Gerber Bicecci  Messico
Beyond the Steppes di Vanja d’Alcantara  Belgio
- 2011: Snowtown di Justin Kurzel  Australia
- 2012: A Hijacking di Tobias Lindholm  Danimarca
Taboor di Vahid Vakilifar
- 2013: La Piscina di Carlos M. Quintela  Cuba